# Atsushi Kamijō
上條・淳士
Œuvres principales
Première œuvre : Zingy
Autres ouvrages :
- To-Y
- Sex
- Aka x Kuro
- 8
- Dog Law

Atsushi Kamijō (上條・淳士, Kamijō Atsushi) est un mangaka japonais né le 12 mars 1963  à Tokyo, au Japon.
Il est principalement connu pour être l’auteur du manga To-Y et Next Stop.

## Biographie
À ses débuts en 1983, Kamijō développe un style et des dessins innovants. Il influencera d'ailleurs des auteurs tels que Hiroyuki Asada.
Il publie d'abord Zingy en 1984, dont le scénario est assuré par Tetsu Kariya. Ensuite l'auteur trouve son public avec To-Y un manga shonen qui traite de la scène japonaise underground avec son héros chanteur dans un groupe punk. Le sujet dépassant le cadre du magazine de prépublication dans lequel il paraît, l'auteur s'orientera ensuite vers le seinen.
En 1988, l'auteur commence Sex un manga contemplatif sur fond de délinquance et quête de liberté. La série est publiée dans le magazine Young Sunday de Shogakukan du numéro 3 de 1988 (12 février) au numéro 15 de 1992 (14 août). En France, la série est publiée dans le magazine Kaméha avant de paraître en volumes reliés. La publication en France par Glénat en 1997-1998 (sous le titre Next Stop) sera interrompue après le deuxième volume, ceci s'explique par le fait qu'à l'époque de la sortie seuls deux tomes de Sex étaient sortis au Japon aux éditions Shogakukan. Les 5 tomes suivants de la série, complétant ainsi cette dernière en 7 volumes, sortent au Japon aux éditions Kodansha en 2005, s'accompagnant d'une réédition des deux premiers tomes. Cette suite de la série n'est jamais parue en France. La toute première édition japonaise de Sex sortie en 1989, est différente des éditions ultérieures par les touches de couleur qui parsèment les pages du manga. 
Dessinant à un rythme irrégulier, Kamijo est considéré comme un mangaka contemporain réputé dont le travail demeure une source d'inspiration pour les auteurs plus récents. 
Au-delà de son travail sur les manga, l'auteur a aussi produit des pochettes de CD de musique et réalisé des illustrations pour la publicité[réf. souhaitée].

## Œuvre
- 1984 : Zingy
- 1985 - 1987 : To-Y (トーイ)
- 1988 - 1992 : Sex, (en France Next Stop, Glénat, collection Kaméha, 1997)
- 1995 - 1997 : Aka x Kuro (赤×黒)
- 2000 - 2003 : 8 (エイト)
- 2008 - ? : Dog Law, scénario de Buronson

## Sources
1. 1 2  (en + de + fr + ja) Masanao Amano, Manga Design, Cologne, Taschen, coll. « Mi », 15 mai 2004, 576 p., 19,6 cm × 24,9 cm, broché (ISBN 978-3-8228-2591-4, présentation en ligne), p. 180-183édition multilingue (1 livre + 1 DVD) : allemand (trad. originale Ulrike Roeckelein), anglais (trad. John McDonald & Tamami Sanbommatsu) et français (trad. Marc Combes)
2. ↑  Fiche de la série « Next Stop », sur Manga Sanctuary.